# SN 2011ji
SN 2011ji – supernowa typu Ia, odkryta 28 listopada 2011 roku w galaktyce A090821+1633. W momencie odkrycia, miała maksymalną jasność 18,5m.